# Anisopodus hiekei
Anisopodus hiekei là một loài bọ cánh cứng trong họ Cerambycidae.